# Sambaqui (Florianópolis)

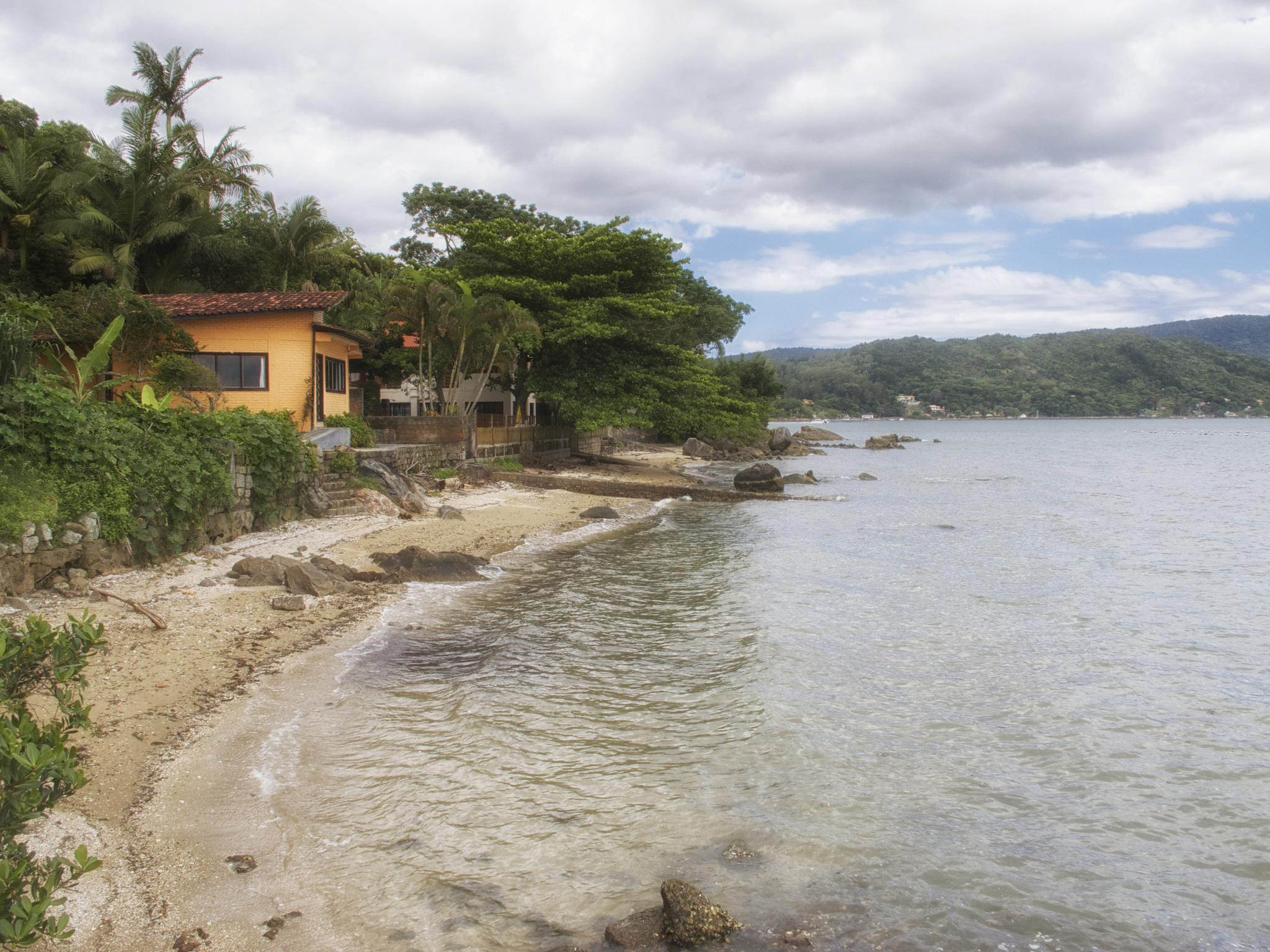
Vista de la playa de Sambaqui, al oeste de la isla de Florianópolis.

Sambaqui es una localidad y playa de la isla de Florianópolis, en el distrito de Santo Antônio de Lisboa. Se encuentra a una distancia de 17 kilómetros del centro de Florianópolis y su playa tiene una extensión de 1,10 kilómetros. Su nombre proviene de la lengua indígena tupí, donde tamba'kī significa monte de conchas, debido a la existencia de los montones esparcidas por las arenas de la playa.
Localizada en la región oeste de la isla, Sambaqui, junto a Santo Antônio de Lisboa, fue el lugar escogido por los primeros inmigrantes azorianos dedicados a la pesca -a mediados del siglo XVIII- para fijar residencia en la isla. La arquitectura del pueblo es del tipo colonial azoriano, con casas de techos a 2 o 4 aguas, con tejas portuguesas, ventanas de vidrios repartidos y puertas de madera pintadas en vivos colores, enmarcadas por una franja del mismo color o de uno contrastante.
Posee mar tranquilo donde las puestas de sol representan un escenario deslumbrante. Desde aquí es posible tener una vista panorámica de la Bahía Norte y del continente, unidos por el Puente Hercílio Luz. La pesca es aún tradicional, incluyendo el cultivo de ostras. Interesante centro gastronómico ofrece típicos platos de la cultura luso-brasileña, especializados en frutos de mar. La comunidad de Sambaqui es muy celosa en la preservación de sus costumbres y tradiciones tales como danzas religiosas y folclóricas, como el Boi de Mamão.